# Älmhult, Femsjö socken
Älmhult är en by i Femsjö socken, Hylte kommun.
Älmhult ligger i skogsbygden, drygt två kilometer sydväst om Femsjö kyrkby. Älmhult bestod ursprungligen av tre gårdar, av vilka två finns kvar idag. Huvudbyggnaderna på gårdarna utgörs av Smålandsstugor i 1 1/2 plan, uppförda i början av 1800-talet. Byn har av Länsstyrelsen i Hallands län har klassat byn som ett riksintresse för kulturmiljövården.